# Anier García
Anier Octavio García Ortíz (Santiago di Cuba, 9 marzo 1976) è un ostacolista cubano, campione olimpico dei 110 metri ostacoli ai Giochi di Sydney 2000.

## Biografia
García ha dimostrato presto le sue potenzialità vincendo i Campionati panamericani juniores del 1995, risultato che gli permise di partecipare ai Giochi olimpici del 1996 ad Atlanta, dove fu eliminato nei quarti di finale.
Nel 1997 García fece breccia nella scena internazionale vincendo l'oro nei 60 metri ostacoli ai Mondiali indoor di Parigi. Per sua sfortuna ai Campionati del mondo di Atene, svoltisi lo stesso anno, fu costretto a correre con un infortunio alla gamba. Ciononostante riuscì ad arrivare secondo nei quarti di finale, qualificandosi così per le semifinali, dove però dovette ritirarsi.
Nel 1999 García vinse i Giochi panamericani ma arrivò secondo ai Mondiali di Siviglia dietro al britannico Colin Jackson.
L'apice nella carriera di García furono i Giochi olimpici del 2000 di Sydney. Ci si aspettava una finale molto combattuta fra i 5 ostacolisti favoriti, ma García sbaragliò la concorrenza distaccando il secondo classificato, lo statunitense (Terrence Trammell) di 16 centesimi.
Ai Campionati del mondo del 2001 a Edmonton, García bissò l'argento ottenuto due anni prima, a cui seguirono poi altri due argenti ai Mondiali indoor del 2001 e del 2003.
García non partecipò ai Mondiali del 2003 a Saint-Denis, a causa di un infortunio alla coscia, ma ritornò ai Giochi olimpici del 2004 ad Atene, conquistando la medaglia di bronzo.

## Record nazionali

### Seniores
- 50 metri ostacoli indoor: 6"36 ( Liévin, 13 febbraio 2000)

## Palmarès
| Anno | Manifestazione      | Sede                | Evento   | Risultato        | Prestazione | Note                                     |
| ---- | ------------------- | ------------------- | -------- | ---------------- | ----------- | ---------------------------------------- |
| 1994 | Mondiali juniores   | Lisbona             | 110 m hs | 5º               | 14"05       |                                          |
| 1995 | Campionati CAC      | Città del Guatemala | 110 m hs | Argento          | 13"71       |                                          |
| 1996 | Giochi olimpici     | Atlanta             | 110 m hs | Quarti di finale | 13"58       |                                          |
| 1997 | Mondiali indoor     | Parigi              | 60 m hs  | Oro              | 7"48        | Record nazionale                         |
| 1997 | Mondiali            | Atene               | 110 m hs | Semifinale       | dns         |                                          |
| 1998 | Giochi CAC          | Maracaibo           | 110 m hs | Oro              | 13"27       |                                          |
| 1999 | Mondiali indoor     | Maebashi            | 60 m hs  | 6º               | 7"59        |                                          |
| 1999 | Giochi panamericani | Winnipeg            | 110 m hs | Oro              | 13"17       | Record dei campionati                    |
| 1999 | Mondiali            | Siviglia            | 110 m hs | Argento          | 13"07       | Record nazionale                         |
| 2000 | Giochi olimpici     | Sydney              | 110 m hs | Oro              | 13"00       | Record nazionale                         |
| 2001 | Mondiali indoor     | Lisbona             | 60 m hs  | Argento          | 7"54        | Miglior prestazione personale stagionale |
| 2001 | Mondiali            | Edmonton            | 110 m hs | Argento          | 13"07       | Miglior prestazione personale stagionale |
| 2003 | Mondiali indoor     | Birmingham          | 60 m hs  | Argento          | 7"49        |                                          |
| 2004 | Giochi olimpici     | Atene               | 110 m hs | Bronzo           | 13"20       | Miglior prestazione personale stagionale |
| 2005 | Mondiali            | Helsinki            | 110 m hs | Semifinale       | 13"99       |                                          |

## Altre competizioni internazionali
1998
- Bronzo in Coppa del mondo ( Johannesburg), 110 m hs - 13"14

2001
- Oro alla Grand Prix Final ( Melbourne), 110 m hs - 13"22

2002
- Oro in Coppa del mondo ( Madrid), 110 m hs - 13"10